# Frans Timmermans
Franciscus (Frans) Cornelis Gerardus Maria Timmermans, född 6 maj 1961 i Maastricht, är en nederländsk politiker som representerar Arbetarpartiet (PvdA). Han var Europeiska kommissionens första vice ordförande från den 1 november 2014. Han var EU-kommissionär med ansvar för bättre lagstiftning, mellan-institutionellt samarbete, rättsstatsprincipen och stadgan om de grundläggande rättigheterna från 2014 till 2019 och var därefter exekutiv vice president i kommissionen med ansvar för Europeiska gröna given samt EU-kommissionär med ansvar för klimatpolitiken fram till den 22 augusti 2023 då han avgick för att ställa upp i parlamentsvalet i Nederländerna såsom gemensam premiärministerkandidat för Arbetarpartiet och Grön vänster..
Han var Nederländernas utrikesminister i regeringen Mark Rutte II från 2012 till 2014.
Timmermans studerade fransk litteratur vid Radboud University Nijmegen och tjänstgjorde som diplomat på utrikesministeriet innan den politiska karriären tog fart. Fram till 1990 var han medlem i det socialliberala partiet Demokraterna 66. Sedan 1998 har han varit ledamot av generalstaternas andra kammare för arbetarpartiet med undantag för åren 2007–2010 då han var statssekreterare med ansvar för EU-frågor på utrikesministeriet.